# Rajadell
Rajadell és un municipi de la comarca del Bages.
| Entitat de població | Habitants (2024) |
| Rajadell            | 289              |
| Can Servitge        | 127              |
| l'Estació           | 85               |
| Monistrolet         | 49               |
| les Casetes         | 44               |
| Font: Idescat       |                  |

Rajadell està situat a la vall mitjana de la riera de Rajadell, afluent per la dreta del riu Cardener. Bona part del terme és ple de bosc (pins, alzines, roures) o cobert de matoll i ja s'ha recuperat del gran incendi de l'any 1980.
Hi havia hagut una fàbrica de galetes i una de teixits. Darrerament ha esdevingut pràcticament un poble d'estiueig i de segona residència.
El poble ha crescut al voltant de les restes de l'antic castell de Rajadell i de l'antiga església parroquial de Sant Iscle, dalt d'un turó a la vora dreta de la riera. Modernament, la població s'ha desplaçat vora l'estació del ferrocarril de Barcelona a Lleida, al barri de les Casetes.
També comprèn bona part de la vella demarcació de Vallformosa i la sufragània de Sant Amanç.

## Geografia
- Llista de topònims de Rajadell (Orografia: muntanyes, serres, collades, indrets..; hidrografia: rius, fonts...; edificis: cases, masies, esglésies, etc).

## Història
Es coneixen dues balmes sepulcrals com a restes arqueològiques corresponents al període prehistòric: la balma dels Moros (a prop de cal Vilaseca i cal Comallonga) i la balma de mas Bosch (al costat del camí vell de Manresa a Rajadell). Aquest tipus d'enterrament és el que es practicava durant el període que va del Neolític a l'edat del bronze.
El conjunt arqueològic de Sant Amanç de Viladés està integrat per unes restes d'època ibèrica, una vil·la d'època romana, i un assentament altmedieval. Tot el jaciment és situat al vessant sud d'un serrat, travessat per la carretera C-25 en el tram que va de Rajadell a Calaf i que malauradament divideix el conjunt en dues parts: nord i sud.
D'altres indrets on s'han trobat restes romanes serien a l'església de Santa Maria de Monistrol (al nucli de Monistrolet de Rajadell) i al jaciment de can Balard, amb l'aparició d'un pondus, del qual no hi ha prou dades.
L'indret és conegut des del 1025 i el castell des del 1063. Rajadell pertanyia des del segle xii al xvi a la família Rajadell; passà als Cruïlles i per successió als Aimeric i Pignatelli, marquesos de Sant Vicenç i d'Argençola. Des del segle xiv tenia un monestir de canongesses i augustinianes, fundat primer a Sant Miquel de Maçana del mateix terme i traslladat al mateix segle a Santa Llúcia de Rajadell. El terme inclou, encara, l'església de Valldòria i l'antiga quadra de la Cirera.

## Demografia
| 1497 f | 1515 f | 1553 f | 1717 | 1787 | 1857 | 1877 | 1887 | 1900 | 1910 |
| ------ | ------ | ------ | ---- | ---- | ---- | ---- | ---- | ---- | ---- |
| 8      | 10     | 14     | 167  | 283  | 857  | 640  | 711  | 455  | 497  |

| 1920 | 1930 | 1940 | 1950 | 1960 | 1970 | 1981 | 1990 | 1992 | 1994 |
| ---- | ---- | ---- | ---- | ---- | ---- | ---- | ---- | ---- | ---- |
| 771  | 803  | 692  | 653  | 618  | 534  | 253  | 272  | 295  | 295  |

| 1996 | 1998 | 2000 | 2002 | 2004 | 2006 | 2008 | 2010 | 2012 | 2014 |
| ---- | ---- | ---- | ---- | ---- | ---- | ---- | ---- | ---- | ---- |
| 336  | 345  | 456  | 426  | 455  | 467  | 492  | 514  | 543  | 528  |

| 2016 | 2018 | 2020 | 2022 | 2024 | 2026 | 2028 | 2030 | 2032 | 2034 |
| ---- | ---- | ---- | ---- | ---- | ---- | ---- | ---- | ---- | ---- |
| 533  | 539  | 534  | 545  | 594  | -    | -    | -    | -    | -    |

## Administració i política
| Període     | Alcalde o alcaldessa                                 | Partit polític                     | Data de possessió | Observacions |
| ----------- | ---------------------------------------------------- | ---------------------------------- | ----------------- | ------------ |
| 1979–1983   | Avelino Calarena Calmet                              | CIU                                | 19/04/1979        | --           |
| 1983–1987   | Josep Maria Puig Miralles                            | CIU                                | 28/05/1983        | --           |
| 1987–1991   | Josep Maria Xaver Tomasa / Isidre Santamaria Junyent | CIU                                | 30/06/1987        | --           |
| 1991–1995   | Juan Costa Plans                                     | CIU                                | 15/06/1991        | --           |
| 1995–1999   | Juan Costa Plans                                     | CIU                                | 17/06/1995        | --           |
| 1999–2003   | Juan Costa Plans                                     | CIU                                | 03/07/1999        | --           |
| 2003–2007   | Juan Costa Plans                                     | CIU                                | 14/06/2003        | --           |
| 2007–2011   | Juan Costa Plans                                     | CIU                                | 16/06/2007        | --           |
| 2011–2015   | Juan Costa Plans                                     | CIU                                | 11/06/2011        | --           |
| 2015–2019   | Juan Costa Plans                                     | CIU                                | 13/06/2015        | --           |
| 2019-2023   | Joan Carles Lluch De La Torre                        | Junts                              | 15/06/2019        | --           |
| Des de 2023 | Joan Carles Lluch De La Torre                        | Junts per Rajadell-Ara Pacte Local | 17/06/2023        | --           |

## Llocs d'interès
- Lledoner de l'Estació
- Pinacoteca Museu de Rajadell[1]

## Rajadellencs il·lustres
- Joan Claret i Solé fou un professor d'universitat de la Universitat de Tolosa ([2])